# گوک تپه
گوک تپه مربوط به هزاره اول قبل از میلاد است و در شهرستان ارومیه، بخش وشمگیر، روستای گوگ تپه واقع شده و این اثر در تاریخ ۲۵ اسفند ۱۳۸۰ با شمارهٔ ثبت ۵۴۳۰ به‌عنوان یکی از آثار ملی ایران به ثبت رسیده است.